# Tapinillus purpuratus
Tapinillus purpuratus là một loài nhện trong họ Oxyopidae.
Loài này thuộc chi Tapinillus. Tapinillus purpuratus được Cândido Firmino de Mello-Leitão miêu tả năm 1940.